# Alfeu
Alfeu Martha de Freitas (ur. 24 sierpnia 1936 w Montenegro, zm. 30 marca 2018) − piłkarz brazylijski, występujący na pozycji defensywnego pomocnika.

## Kariera klubowa
Karierę piłkarską Alfeu rozpoczął w klubie Aimoré São Leopoldo w 1956 roku. W 1958 roku grał w Portuguesie São Paulo. Przełomem w karierze był transfer do SC Internacional, gdzie grał w latach 1959–1962. Z Internacionalem zdobył mistrzostwo stanu Rio Grande do Sul – Campeonato Gaúcho w 1961 roku. W latach 1963–1964 grał jedyny raz w karierze poza Brazylią w San Lorenzo de Almagro. Ostatnim klubem w jego karierze było Grêmio Porto Alegre, gdzie zakończył karierę w 1964 roku.

## Kariera reprezentacyjna
W reprezentacji Brazylii Alfeu zadebiutował 10 marca 1960 w przegranym 0–3 meczu z reprezentacją Kostaryki podczas Mistrzostw Panamerykańskich, na których Brazylia zajęła drugie miejsce. Na turnieju w Kostaryce wystąpił w pięciu meczach z Kostaryką, Argentyną, Meksykiem (bramka), Kostaryką i Argentyną, który był jego ostatnim meczem w reprezentacji.